# Klieversberg (Stadtteil)
Klieversberg ist ein Stadtteil von Wolfsburg, südwestlich der Innenstadt gelegen, direkt am Stadtwald. Er befindet sich auf der gleichnamigen Anhöhe Klieversberg, die mit 110 Metern die höchste Erhebung der Wolfsburger Kernstadt ist.

## Geschichte

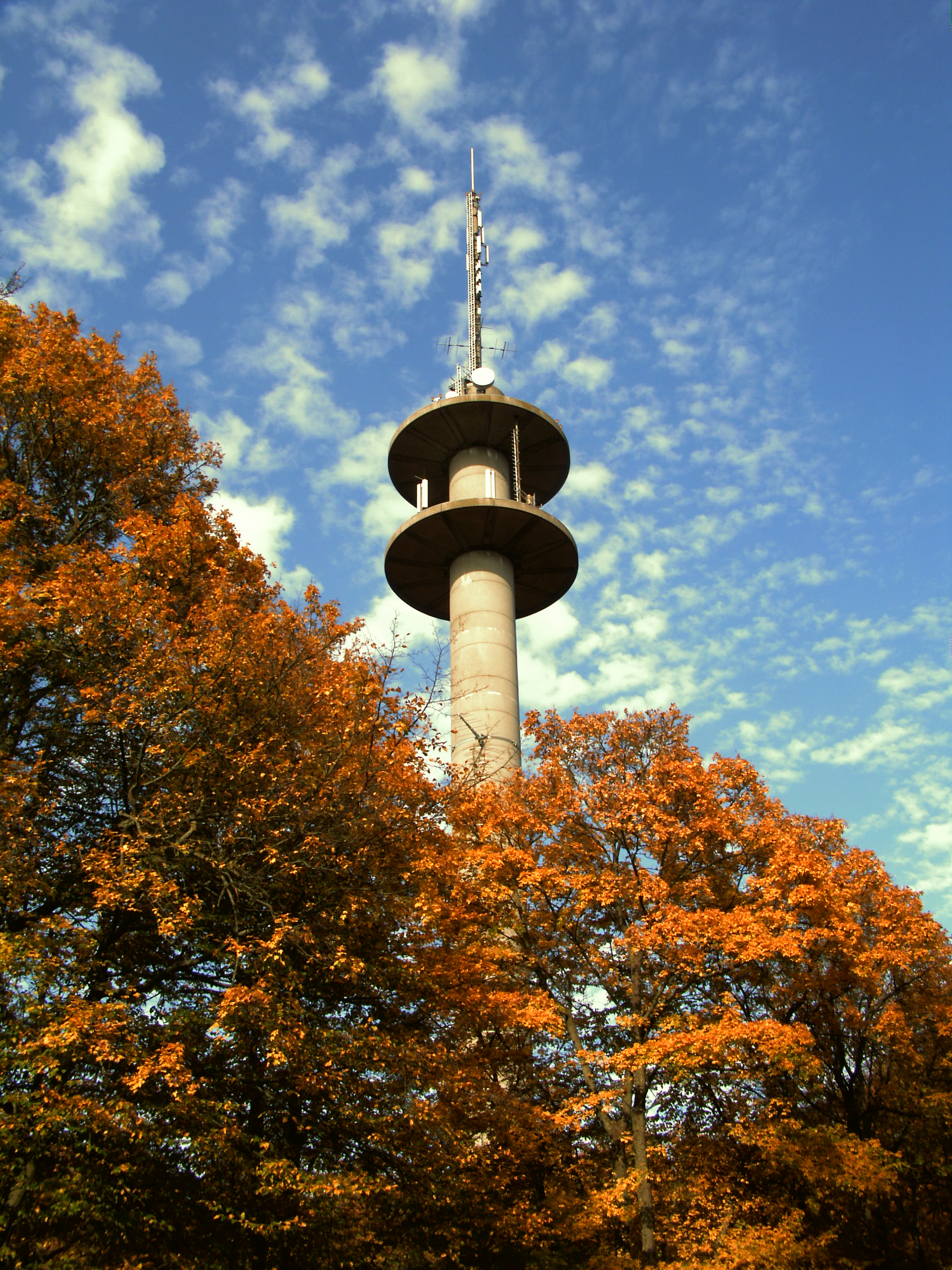
Fernmeldeturm

Vor 1938 – dem Jahr der Stadtgründung – war der Klieversberg, in früherer Zeit auch Kliebersberg genannt, nur wenig bebaut. Dort befanden sich ein 1925 stillgelegter Steinbruch (heute ein Tiergehege), ein Forsthaus und ein Schafstall (beides inzwischen abgerissen). Auch ein wüst gefallenes Dorf namens Klieverde (auch Cliverde) wird in seinem Umfeld vermutet. Über den Klieversberg führte auch die Landstraße von Wolfsburg nach Mörse. Mit der Eröffnung der Braunschweiger Straße 1951 verlor die alte Straße ihre Bedeutung, heute besteht sie noch zwischen dem Scharoun-Theater und dem Zentrum für Entwicklungsdiagnostik und Sozialpädiatrie (ZEUS) am Klinikum.
Als in den 1930er Jahren die „Stadt des KdF-Wagens“ – das spätere Wolfsburg – geplant wurde, war auf dem Klieversberg gemäß dem „Koller-Plan“ die Errichtung einer aus Parteibauten bestehenden „Stadtkrone“ vorgesehen. Diese Planungen wurden kriegsbedingt nicht umgesetzt. Etwa 1938 wurde als Trigonometrischer Punkt ein hölzerner Vermessungsturm im Bereich des heutigen Mahnmals errichtet, er wurde während des Krieges wieder abgerissen. Ebenfalls etwa 1938 wurde die Porschehütte erbaut. Ab 1938 wurde nahe dem ehemaligen Steinbruch ein Hochbehälter gebaut, der die Wasserversorgung des Volkswagenwerkes und der Stadt sicherstellte. Bereits 1943 wurde er durch einen bei Nordsteimke gelegenen größeren Wasserhochbehälter ersetzt. Später wurde er nur noch als Notbehälter vorgehalten, inzwischen ist er stillgelegt.
1953 wurde das Mahnmal der Heimatvertriebenen eingeweiht, zuvor befand sich dort schon ein Kreuz aus Birkenstämmen. 1954 eröffnete der Tennis-Club Grün-Gold seine Tennisanlage mit Clubhaus. 1955 wurde mit dem Wohnungsbau begonnen, das Klinikum der Stadt Wolfsburg ist ebenfalls seit 1955 dort beheimatet. Der südliche Teil der Siedlung war als Gartenstadt konzipiert. 1958/59 wurde das Tiergehege angelegt. Um 1960 wurde das Hotel Europa errichtet, heute Hotel am Klieversberg. 1961 wurde die evangelisch-reformierte Kirche eröffnet, 1962 die Heilig-Geist-Kirche eingeweiht. 1965 wurde das neuerbaute Mädchen-Wohnheim eröffnet, es befand sich in Trägerschaft des CJD und hatte 86 Wohnplätze.
Der besonders in der Nachkriegszeit beliebte Waldpavillon, im Volksmund „Café Mückenstich“ genannt, brannte 1970 ab und wurde nicht wieder aufgebaut. In den 1970er Jahren wurde der Klieversberg durch einen Trimm-dich-Pfad bereichert, und 1976 der Fernmeldeturm erbaut. 1977 wurde das evangelische Altenpflegeheim Hanns-Lilje-Heim eröffnet. 1982 wurde die zuvor rund 15 Jahre leerstehende Porschehütte von einem Künstlerehepaar übernommen, das nach der Renovierung zwei Jahre später in dem Gebäude eine Galerie eröffnete. 2006 hat ein Förderverein die Trägerschaft des zuvor städtischen Tiergeheges übernommen. 2012 zog die Galerie aus der Porschehütte in den benachbarten Neubau um. 2012 begann der Bau von Wohnhäusern auf dem Grundstück des zuvor abgerissenen Mädchen-Wohnheims.

## Politik
Klieversberg bildet gemeinsam mit den benachbarten Stadtteilen Eichelkamp, Hageberg, Hohenstein, Laagberg, Rabenberg und Wohltberg die Ortschaft Mitte-West, die durch einen Ortsrat vertreten wird. Ortsbürgermeister ist Sabah Enversen (SPD).

## Sehenswürdigkeiten
- Scharoun-Theater

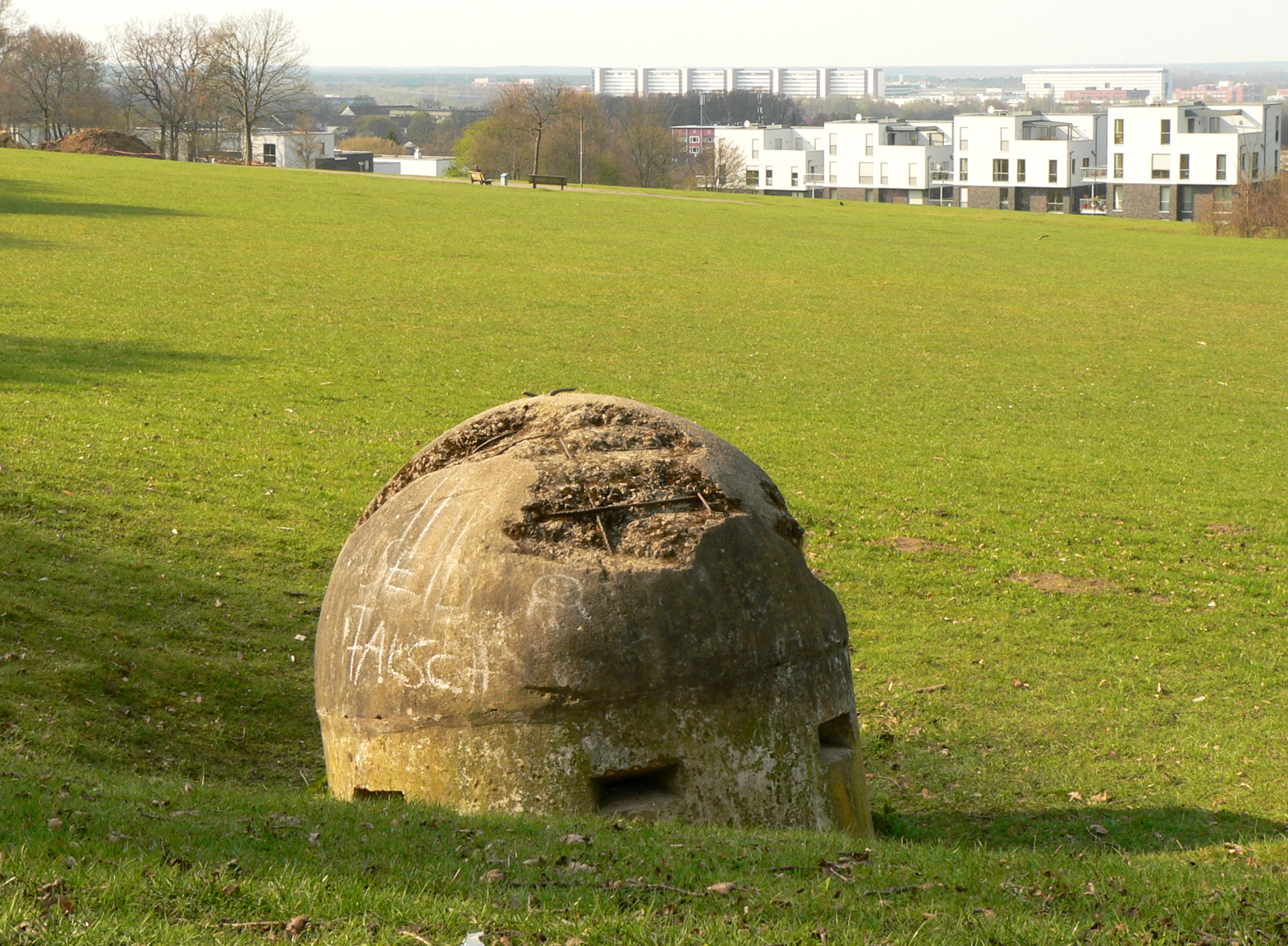
Einmannbunker

- Tiergehege (im ehemaligen Kalksteinbruch am Klinikum)[8]
- Mahnmal der Heimatvertriebenen. 14 m hohes Denkmal, Grundsteinlegung 1950, Einweihung am Totensonntag 1953. Zuvor befand sich dort schon ein schlichtes Kreuz aus Birkenstämmen. 1961 wurden die Wappen der ostdeutschen Landsmannschaften hinzugefügt. Von dort besteht eine gute Aussicht auf das Aller-Urstomtal mit einem Teilgebiet der Stadt und dem Volkswagenwerk.
- Einmannbunker aus dem Zweiten Weltkrieg nahe dem Mahnmal
- Porschehütte (Wohn- und Arbeitsstätte von Ferdinand Porsche während seines Aufenthalts in der Stadt des KdF-Wagens)
- Galerie der Künstlergruppe Porschehütte[9]

- Rundbau des Clubhauses an den Tennisplätzen (1954 errichtet)

### Kunst im Stadtbild
- Wandmosaik von Rudolf Mauke (Wolfsburg) – Klinikum
- Study for Third Watcher (1959) von Reginald Butler (Berghamstedt) – Klinikum
- Figur nach Links – Relief (1964) von Andreas Urteil (Wien) – Klinikum
- Der erste Schritt (1967) von Jürgen Weber – Klinikum
- Keramisches Wandrelief (1968) von Rudolf Mauke (Wolfsburg) – Klinikum
- Gib mir meinen Ball (1980) von Harald Isenstein (Kopenhagen) – Klinikum (ein Modell davon steht an der St.-Petrus-Kirche im Stadtteil Vorsfelde)

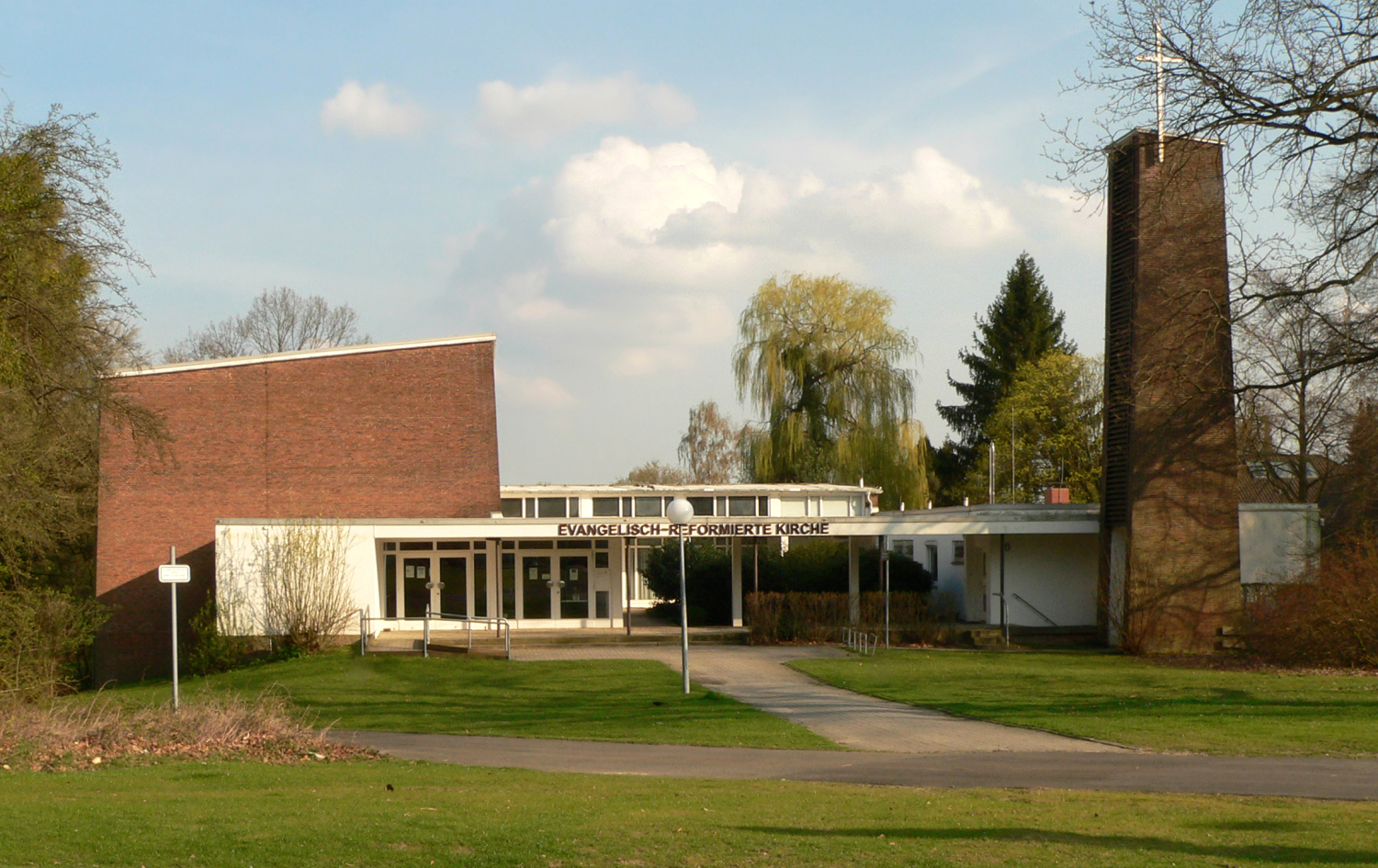
Evangelisch-reformierte Kirche

### Kirchen
- Heilig-Geist-Kirche (1961/62 erbaut durch Alvar Aalto) – evangelisch-lutherisch
- Evangelisch-reformierte Kirche. 1958 erfolgte die Gründung der Evangelisch-reformierten Kirchengemeinde, und von 1959 bis 1961 folgte der Bau der von Hans-Joachim Valentin[10] entworfenen Kirche an der Sauerbruchstraße. Heute (2017) gehören zur Kirchengemeinde, die neben Wolfsburg unter anderem auch Gifhorn, Helmstedt und Peine umfasst, rund 1.300 Mitglieder.[11]

## Bildung
- Städtische Kindertagesstätte am Klinikum